# Fernando Muslera
Néstor Fernando Muslera Micol (španska izgovarjava: [feɾˈnando musˈleɾa], urugvajski nogometaš, * 16. junij 1986.

## Življenjepis
Muslera je bil rojen v Buenos Airesu urugvajskim staršem, ki sta tedaj delala v Argentini. Igral je za Nacional iz Montevidea, nato pa je avgusta 2007 prestopil v italijanski Lazio. Trenutno je član turškega Galatasaraya in je prvi vratar urugvajske reprezentance. Za člansko reprezentanco je debitiral 10. oktobra 2009 na kvalifikacijski tekmi za svetovno prvenstvo 2010 v Quitu proti Ekvadorju. Igral je na svetovnem prvenstvu 2010 v Južni Afriki, na južnoameriškem prvenstvu 2011 v Argentini ter na svetovnem prvenstvu 2014 v Braziliji.

## Uspehi

### Klubski
Nacional
- Liguilla (1x): 2007 (Urugvajski prvak)

Lazio
- Italijanski pokal (1x): 2009
- Zmagovalec Italijanskega Superpokala (1x): 2009

Galatasaray
- Turška Süper Lig (2x): 2011–12, 2012–13
- Turški Super Pokal (2x):2012, 2013
- Turški Pokal (1x): 2013–14

### Reprezentančni
Urugvaj
- Južnoameriški prvak (1.): 2011
- Polfinalist SP 2010 4.mesto: 2010
- FIFA Pokal Konfederacij 4.mesto: 2013

### osebni
- Turška Süper Lig: Največ tekem brez prejetega gola (19)